# Manuel Youshimatz
José Manuel Youshimatz Sotomayor (Puebla; 10 de mayo de 1962) es un ciclista de pista y de carretera mexicano, que representó a su país natal en los Juegos Olímpicos de Los Ángeles 1984.  Allí ganó la medalla de bronce en la carrera de puntos por detrás del belga Roger Ilegems y de Alemania Federal, Uwe Messerschmidt. Youshimatz compitió en tres Juegos Olímpicos consecutivos, a partir de 1984, en los Juegos Olímpicos de Los Ángeles 1984, en los Juegos Olímpicos de Seúl 1988 y los Juegos Olímpicos de Barcelona 1992.